# Eugene Hütz
Eugene Hütz, en ucraniano: Євген Гудзь, Evguen Gudz; en ruso: Евгений Александрович Николаев-Симонов, Yevgueni Aleksándrovich Nikoláyev-Simónov; (Boyarka; 6 de septiembre de 1972), es cantante y compositor de la aclamada banda de gypsy punk de Nueva York, llamada Gogol Bordello. También debutó como actor y DJ, apareciendo en las películas Todo está iluminado y Filth and Wisdom.

## Biografía

### Primeros años
Eugene Hütz nació en Boyarka, cerca de Kiev, el 6 de septiembre de 1972, en una familia ruso-ucraniana-romaní (Hütz-Nikolaev-Gontcharov). Su padre, un carnicero, tocaba la guitarra en Meridian, una de las primeras bandas de rock en Ucrania.
El camino de Hütz a los Estados Unidos fue un largo viaje a través de Polonia, Hungría, Austria, e Italia. Descendientes de gitanos conocidos como el Servomecanismo Roma —una tribu que se destacaba por sus herreros, sus comerciantes de caballos, y sus músicos—, Hütz y su familia huyeron de su ciudad natal después de oír el accidente de Chernóbil. Soportar un viaje dificultoso de siete años por campamentos de refugiados de la Europa del Este, le brindó a Hütz una experiencia inmigrante que se refleja en su manera de escribir canciones. Sin embargo, fueron el ambiente ucraniano y el romaní, la principal influencia e inspiración de Hütz, lo que dio orientación a su estilo de vida y a la música de 'Gogol Bordello'.
Hütz llegó a Vermont, Estados Unidos en 1990, como refugiado político, a través de un programa de reunificación familiar —con su madre y su padre, que ya se encontraban en Estados Unidos—.

### Vida profesional
Artículo principal: Gogol Bordello

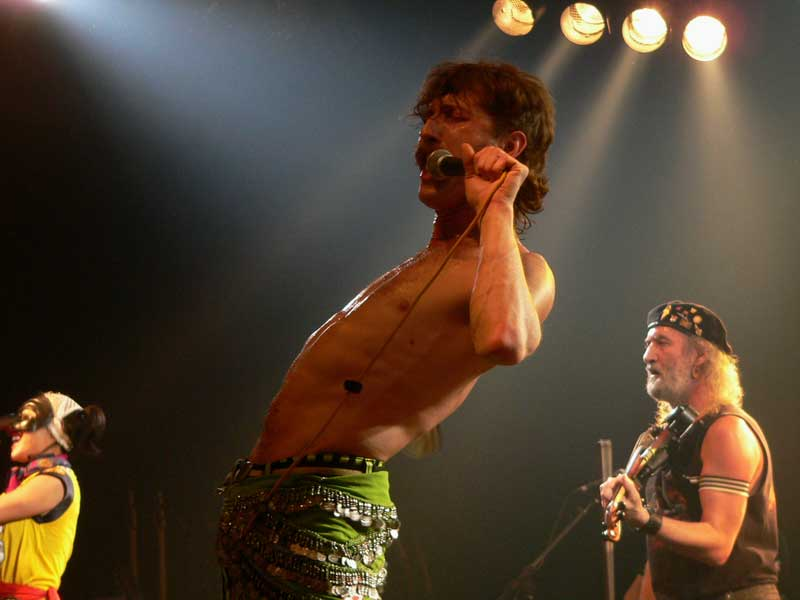
Con Gogol Bordello

Hütz comenzó su carrera musical en Ucrania con la banda Uksunsnik. En Vermont, Hütz formó 'The Fags' y 'Flying Fuck', ambos prototipos tempranos de lo que luego sería 'Gogol Bordello'.
En 1997, Hütz se mudó a Nueva York, adoptando el apellido de soltera de su madre. Fue allí donde conoció a los miembros de 'Gogol Bordello' entre ellos el violinista Serguéi Riabtsev, el acordeonista Yuri Lemeshev, el saxofonista Ori Kaplan, el percusionista Pedro Erazo, el baterista Eliot Ferguson, y las bailarinas Pam Racine y Elizabeth Sun. Poco después de la formación de este grupo, la banda ya contaba con una legión de fanes alrededor del mundo, y su número aumentaba día a día. 'Gogol Bordello' logró conectar las influencias gitanas, con las culturas occidentales y del este de Europa. Esta nueva tendencia musical fue descrita por el propio Hütz como «transglobal gypsy punk rock». Hasta el día de hoy, esta banda ya ha publicado siete álbumes de estudio.
- Datos: Q535444
- Multimedia: Eugene Hütz / Q535444